# Mariental-Dorf

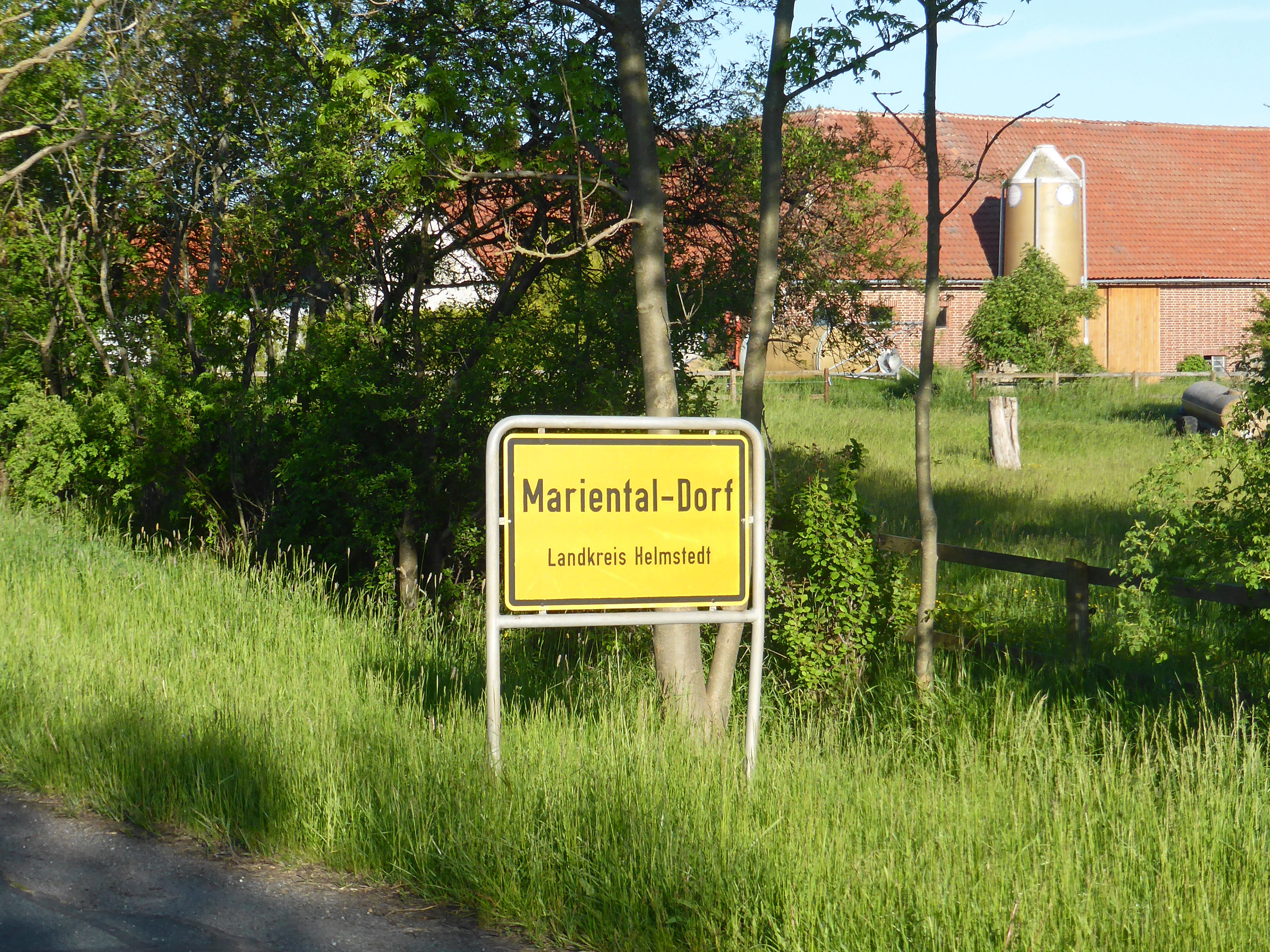
Ortseingang

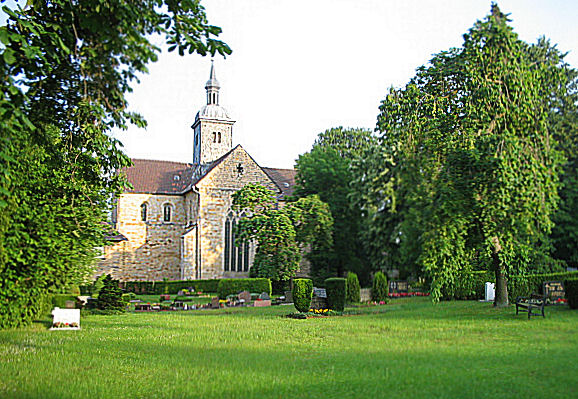
Friedhof und Klosterkirche

Mariental-Dorf ist ein Ortsteil der Gemeinde Mariental im Landkreis Helmstedt in Niedersachsen.
Mariental-Dorf entstand rund um das 1138 gegründete Kloster Mariental und besteht aus den Gebäuden des ehemaligen Klosters und einer jüngeren, nördlich davon entstandenen Siedlung. Am westlichen Ortsrand verläuft die Bundesstraße 244, von der die Landesstraße 294 nach Barmke abzweigt. In Mariental-Dorf befinden sich ein Friedhof, eine Revierförsterei (ehemaliges Forstamt) und ein Autohaus der Marke Subaru. Das evangelisch-lutherische Pfarramt Mariental wurde aufgegeben, die Kirche in Mariental gehört heute zur Kirchengemeinde Mariental-Barmke im Pfarrverband Helmstedt-Nord. Die Gaststätte wurde im Zuge des Straßenausbaus abgerissen, die einklassige Schule und das Lebensmittelgeschäft geschlossen.